# Новая Бия (Вавожский район)
Новая Бия — деревня в Вавожском районе Удмуртии. Входит в состав Водзимоньинского сельского поселения.

## География
Деревня расположена на западе республики на расстоянии примерно в 14 километрах по прямой к северо-западу от районного центра Вавожа.
Часовой пояс
Деревня Новая Бия как и вся Удмуртия, находится в часовой зоне МСК+1. Смещение применяемого времени относительно UTC составляет +4:00.

## Население
| 2010 | 2012 |
| ---- | ---- |
| 599  | ↗603 |

Национальный состав
Согласно результатам переписи 2002 года, в национальной структуре населения удмурты составляли 93 % из 553 чел..